# FICON
FICON（英: Fibre Connection、ファイコン）はIBMのメインフレームコンピュータと補助記憶装置をつなぐインターフェースプロトコルである。従来のESCONを拡張したものでファイバーチャネルを利用する。ファイバーチャネルのプロトコル階層であるFC-4でSmall Computer System Interface(SCSI)と同様にFICONへのマッピングがサポートされている。